# Sandra Amer Hamad
Sandra Amer Hamad (Copenaghen, 31 luglio 1990) è una modella danese, incoronata Miss Universo Danimarca il 2 agosto 2011 durante un casting organizzato da Lene Memborg, direttrice dell'organizzazione Pretty Danish.
La modella è di origini irachene, ed infatti in precedenza aveva rappresentato l'Iraq in occasione del concorso di bellezza Miss Supranational, svolto il 28 agosto 2010 a Płock, in Polonia. La modella non era riuscita a classificarsi fra le finaliste del concorso, poi vinto dalla panamense Karina Pinilla.
Vincendo il titolo nazionale, Sandra Amer Hamad si è guadagnata il diritto di rappresentare la Danimarca al prestigioso concorso  internazionale Miss Universo 2011, che si è tenuto a São Paulo, in Brasile.